# Vulturești (Argeș, Rumunjska)
Vulturești je općina u županiji Argeș u Rumunjskoj. U općinu spadaju tri sela: Bârzești, Huluba and Vulturești. Do 2003. sela su bila dio općine Hârtiești.